# Dioguinho
Diogo da Rocha Figueira, mais conhecido como Dioguinho (Botucatu, 9 de outubro de 1863 — Margens do Rio Mojiguacu, 1 de maio de 1897) foi um agrimensor e, também, oficial de justiça, que se notorizou por uma série de crimes realizados no interior da então Província de São Paulo, no final do século XIX. A ele foram atribuídos mais de 50 assassinatos praticados entre 1894 e 1897. Escondido no extremo oeste do estado, foi perseguido por uma força-tarefa policial no contexto de aumento da repressão estatal por parte do governo republicano e, após uma troca de tiros com a referida força-tarefa as margens do Rio Mojiguaçu, foi dado como morto em 1897. Seu corpo, no entanto, jamais foi encontrado.
Seus feitos foram exaustivamente explorados pela imprensa da época, sendo posteriormente tema de diversos livros, como Dioguinho, publicado em 1901 por João Rodrigues Guião, Dioguinho, narrativas de um cúmplice de dialecto, publicado em 1903 por Antonio de Godoi Moreira e Costa, o filme Dioguinho de 1917, e Dioguinho, o matador dos punhos de renda, do jornalista João Garcia, publicado em 2002.